# Concepción (Atenas)
Concepción è un distretto della Costa Rica facente parte del cantone di Atenas, nella provincia di Alajuela.